# 布莱恩多夫
布莱恩多夫是奥地利施蒂利亚州哈特贝格县的一个市镇。总面积10.55平方公里，总人口675人，人口密度64.0人/平方公里（2005年）。